# Cataleptodius parvulus
Cataleptodius parvulus är en kräftdjursart som först beskrevs av J. C. Fabricius 1793.  Cataleptodius parvulus ingår i släktet Cataleptodius och familjen Xanthidae. Inga underarter finns listade i Catalogue of Life.